# Монастырская улица (Калуга)
Монастырская улица — улица в исторической части Калуги, проходит, как продолжение Воскресенской улицы, от улицы Кутузова в сторону русла реки Ока. Сквозного проезда улица не имеет, выход на улицу Красная Гора по лестнице. Протяжённость улицы около 170 м.

## История

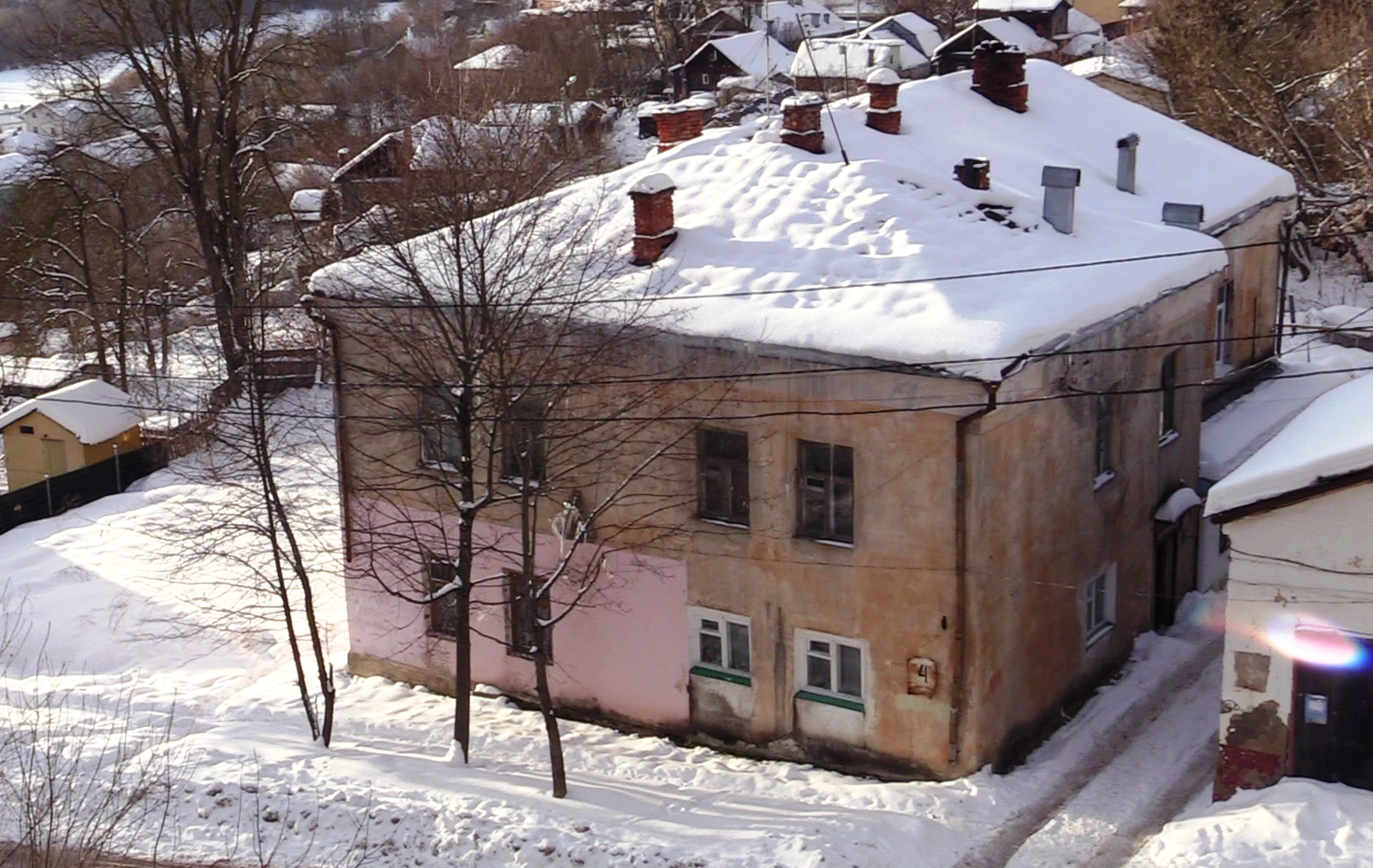
д. 4

Улица запланирована на градостроительном плане Калуги 1778 года. Название — Монастырская — дано по расположенному в районе улицы Казанскому монастырю (известен с первой половины XVII века).
С установлением советской власти улица была переименована в Проспект Софьи Перовской в память русской революционерки-народовольца.
Историческое название возвращено в 1991 году.

## Достопримечательности
д. 4 — Городская усадьба (кон. XIX — нач. XX вв. Памятник архитектуры местного значения. Дом вдовы Дитрих)

## Известные жители
д. 1 — Герой Советского Союза полковник Борис Михайлович Литвинчук (мемориальная доска).